# Ahmed Inoubli
Ahmed Inoubli (arabe : أحمد إينوبلي), également orthographié Ahmed El Inoubli ou Ahmed Innoubli, né le 21 octobre 1958, est un homme politique et avocat tunisien.
Cet ancien avocat, entré en politique au début des années 1990 au sein de l'Union démocratique unioniste, un parti de tendance nationaliste, devient chef de ce parti en 2004, dans le contexte de crise né de l'arrestation de son prédécesseur Abderrahmane Tlili.
À l'occasion de l'élection présidentielle de 2009, il est désigné candidat de son parti pour la première fois.

## Biographie

### Ascension politique
Avocat de province, il adhère en 1992 à l'Union démocratique unioniste (UDU), parti de l'opposition considérée comme modérée. Il devient membre de son bureau politique en 1995. Lors des élections législatives de 1999, il est, en cette qualité, proclamé tête de liste de sa circonscription.

### Chef de parti
Il devient secrétaire général de l'UDU le 13 septembre 2004, devenant en quelque sorte l'« héritier » d'Abderrahmane Tlili, fondateur et ancien secrétaire général. Cependant, il hérite d'un parti confronté à une crise depuis septembre 2003, en raison de l'incarcération de Tlili, qui « dominait l'institution et le parti » ; un conflit éclate alors pour prendre le contrôle du leadership au sein du parti. Pour Inoubli, celui-ci est le fait de personnes ayant des ambitions légitimes, comme Taïeb Jellali, et d'autres qui sont uniquement animées par des convoitises politiques, dont notamment Mustapha Yahiaoui et Abdelmalek Laâbidi. Un an plus tard, le 3 juin 2004, Tlili est condamné et le parti se retrouve sans dirigeant alors que, pendant un an, seule une direction collégiale se chargeait de la gestion des affaires courantes en tentant de maintenir la stabilité du parti. On envisage d'abord de réaliser une élection pour choisir un dirigeant mais tous les candidats annoncés, dont Yahiaoui, se retirent finalement. C'est pourquoi le Conseil national désigne Inoubli comme secrétaire général alors qu'il n'avait pas présenté sa candidature. Ses détracteurs lui reprochent par la suite son « manque de maturité politique ».
La même année, nommée comme tête de liste à Jendouba, il est élu député au terme des élections législatives du 24 octobre 2004. À l'occasion des élections présidentielles, qui se déroulent le même jour, il décide de soutenir la candidature du président Zine el-Abidine Ben Ali et appelle les électeurs ainsi que ses militants à voter pour lui, tout en déclarant soutenir le pluralisme aux élections.
Pour Moncef Chebbi, membre de la Chambre des conseillers proche de l'UDU, Ahmed Inoubli a joué un rôle majeur dans la dynamique de reconstruction du parti. Il crée des fédérations dans tout le pays pour favoriser un meilleur déploiement du parti dans les gouvernorats. Mais, pour certains critiques, l'UDU est un « parti de l'administration », quoique Inoubli voit en son mouvement un « parti patriotique ». Le 25 février 2006, plusieurs dizaines de militants, dont cinq membres du bureau politique, quittent le parti en reprochant à Inoubli des « pratiques anti-démocratiques » et des « prises de positions unilatérales ». Lors du quatrième congrès de l'UDU, tenu à Djerba du 24 au 26 mars 2006, Inoubli est réélu à son poste de secrétaire général ; les 225 congressistes le confirment par 194 voix contre 26 pour son unique concurrent, Mongi M'zid, alors que cinq bulletins sont déclarés nuls.
En vue des élections présidentielles de 2009, le conseil national du parti, réuni les 15 et 16 novembre 2008, le désigne comme candidat de l'UDU par 74 voix contre 4 ; cette décision lui avait été recommandée par le bureau politique du parti réuni le 18 octobre,. Il annonce alors vouloir « un changement plus profond et plus rapide en matière démocratique. [Le] programme politique [du mouvement] est celui d'un parti d'opposition. Il est différent de celui du RCD, mais nous avons des convergences avec le président Ben Ali, dont nous soutenons plusieurs des choix relatifs aux intérêts nationaux ». Au terme du scrutin, il arrive finalement en troisième position avec 3,80 % des suffrages exprimés.
À l'occasion du 17e anniversaire de l'arrivée au pouvoir du président Ben Ali, survenue le 7 novembre 1987, il est fait commandeur de l'Ordre du 7 novembre,. Pour le vingtième anniversaire de son avènement, Inoubli est fait grand officier de l'Ordre du 7 novembre.

## Idéologie

### Nationalisme arabe
L'UDU étant d'obédience nationaliste arabe, Inoubli indique qu'à ses yeux, « nul ne peut se réclamer du nationalisme arabe s'il n'est pas en premier lieu patriotique ». C'est la raison, dit-il, pour laquelle il refuse « toute interférence étrangère au nom de la démocratie et de la défense des droits de l'homme car nous devons tous retenir la dure leçon irakienne ». En effet, Inoubli reconnaît que le monde arabe vit une période « très difficile » et impute cela à ses dirigeants qui « n'ont pas pris en considération ce sentiment populaire » qu'est le nationalisme arabe. Il s'agit, selon lui, de « préserver d'abord et de toute urgence son identité ».
Par rapport à l'exécution de Saddam Hussein, Inoubli pense qu'il « a fait preuve lors de son exécution d'un courage hors pair et a défié ses bourreaux », alors que son « procès [...] est dénué de toute légalité [...] L'exécution du président irakien est un assassinat d'un homme politique planifié par l'occupant américain et exécuté par des pions irakiens et des agents à la solde de l'Iran ». Pour lui, « la mort auréolée de gloire de Saddam Husseïn fait de lui un symbole ».
Lors du conflit israélo-libanais de 2006, il affirme condamner « fermement l'agression contre le peuple libanais menée par les sionistes sous la protection des États-Unis ». Pour lui, « ce qui se passe aujourd'hui dans cette région reflète le combat entre deux volontés, celle de l'hégémonie sur la région conduite par les États-Unis et mise à exécution par les sionistes, et celle de la survie et de l'existence même menée par la résistance libanaise et particulièrement le Hezbollah ». À son sens, « le combat est nettement déséquilibré sur le plan militaire » mais il dit être « convaincu que les États-Unis ne peuvent en aucune manière atteindre leurs objectifs pour deux raisons au moins. Ils ont prouvé qu'ils ne visent que les civils, les enfants et les personnes âgées. Ensuite, les sionistes combattent un mouvement de résistance qui ne peut être défait en six jours. De plus, si les sionistes remportent une victoire militaire ils restent perdants sur le plan politique et surtout moral ».

### Positions nationales
Pour ce qui en est de la Tunisie, il affirme critiquer « tout ce qui est négatif », « mais [saluer] les réalisations gigantesques accomplies par le Changement » depuis le 7 novembre 1987. Celui-ci « a sauvé la Tunisie parce qu'il a instauré l'État de droit et des institutions ».
Sur la question religieuse, il se dit favorable « à une lecture raisonnable de l'islam et à la liberté du culte » et à « une Tunisie musulmane et non une Tunisie islamiste ». Il se dit également opposé à l'émergence d'un État religieux et à la laïcité.
Sur la période coloniale, interrogé par le journal arabophone Al Chourouk, Inoubli demande « à l'État français de s'excuser auprès de notre peuple et de lui verser des dommages et intérêts ». Pour lui, cette revendication « émane de la profondeur de notre vision nationale, de notre fidélité aux martyrs de la nation et de ses vaillants hommes qui ont combattu la colonisation française et ont payé de leur sang pour défendre la nation dont les richesses ont été pillées pendant des décennies de colonisation, où le processus de construction a été ralenti, et où la Tunisie a été privée de développement et de prospérité ». Néanmoins, il précise que « l'appel lancé à la France n'est pas un appel à la rupture. Nous exprimons une demande légitime qui, si elle est satisfaite, ouvrirait de plus larges horizons dans les relations bilatérales sur un pied d'égalité, et fermerait le douloureux épisode colonial. Nous réaffirmons la nécessité de sauvegarder nos intérêts avec la France, et d'autres pays amis... que la coopération continue dans les différents secteurs avec justice et équité sans toucher aux affaires intérieures et à la décision nationale des deux pays ».